# Васіт – Фадхілі
Васіт – Фадхілі – трубопровід, що сполучає газопереробні заводи на сході Саудівської Аравії.
В 2015 та 2019 роках стали до ладу газопереробні заводи Васіт та Фадхілі, призначені для роботи з ресурсом офшорних газових родовищ. При цьому передбачили також можливість подачі з ГПЗ Васіт на ГПЗ Фадхілі газу, що ще не пройшов підготовку та містить значний обсяг шкідливого сірководню. Для цього проклали трубопровід довжиною 35 км та діаметром 600 мм, пропускна здатність якого визначена на рівні 10 млн м3 на добу.